# 斯特凡·拉杜
斯特凡·丹尼尔·拉杜（Ștefan Daniel Radu，1986年10月22日—），是一名罗马尼亚足球运动员，司职后卫，已退役。

## 俱乐部生涯
2004年，拉杜在罗马尼亚传统劲旅布加勒斯特迪納摩开始职业足球生涯。职业生涯早期，他被视为是潜力极高的球员，并经常被罗马尼亚媒体称为“新”。2006/07赛季，他成为球队的主力中后卫，帮助球队获得队史的第18个联赛冠军，并开始获得西欧大球队的注意。2008年1月，意大利足球甲级联赛球队拉齐奥以100万欧元的价格租借拉杜半个赛季。他在租借期表现出色，6月份以350万欧元的身价正式转会拉齐奥。拉杜是拉齐奥的后防核心球员，2011年6月17日和球队签订一份为期五年的新合同，并在2011/12赛季担任球队队长。

## 国家队生涯
2006年，在罗马尼亚无缘2006年世界杯足球赛后，拉杜开始入选国家队。他入选罗马尼亚参加2008年歐洲國家盃的23人名单，但没有获得出场机会。

## 榮譽

### 球會
拉齊奧
- 義大利盃冠軍：2008–09，2012–13，2018–19賽季
- 義大利超級盃冠軍：2009，2017，2019年